# Moïse (chanson de Disiz)
Singles de Disiz
Dans le ventre du crocodile
(2010) Toussa Toussa
(2012)
Pistes de Lucide
Toussa Toussa
(1) J'ai la haine
(3)
Moïse est le premier single de l'extended play de Disiz, Lucide. C'est également le premier titre révélé par Disiz depuis son retour au rap avec la trilogie Lucide. Les paroles furent écrites par Disiz et le morceau distribué par Lucidream avec le producteur Street Fabulous. Ce titre est une référence à un élément commun aux religions abrahamiques, la vie de Moïse. Celui-ci a séparé la mer rouge en deux. Disiz demande à son public s'il est du côté de la mer prônant un rap commercial ou conscient.

## Paroles
Selon Charts in France, le morceau serait un "retour aux sources pour Disiz qui pose les questions de l'utilité et des enjeux du rap, se prenant à partie en décrivant son art comme "non-politisé". Dans le refrain, Disiz fait directement référence à l'épisode de la vie de Moïse en disant "avec le micro en l'air, j'écarte la mer, la mer se sépare en deux, dis-moi avec qui tu es?". Le rappeur pose donc la question à ses fans et aussi aux autres rappeurs s'ils défendent un rap commercial ou un rap conscient. Dans le premier couplet, Disiz affirme que pendant son absence, le rap français ) perdu ses valeurs. Il fait une nouvelle fois référence à la religion en reprenant l'histoire du veau d'or. Disiz veut ainsi dire que le rap n'a plus les valeurs qui lui ont fait aimer le rap. Il accuse aussi les rappeurs de ne penser qu'à l'argent, délaissant les vrais problèmes que rencontre la société. Il affirme dans le second couplet ne pas faire de rap politique "ne voulant pas positiver une situation qui ne cesse d'empirer". Il dit aussi que le rap a changé sa vie et ses valeurs. Il se dit être le père du rap français avec la phrase: "le rap est orphelin, il m'entendait plus". Il affirme également avoir un profond respect pour la France.

## Clip vidéo
La promotion du single a été assurée par la parution d'un clip vidéo, le 15 février 2012. Celui-ci dure trois minutes et trente secondes et fut réalisé par Nicolas Jalu et produit par BKE. Durant toute la première moitié du clip, on voit Disiz au centre de lieu divisé en deux de manière symétrique rappelant l'épisode de Moïse lorsqu'il sépara en deux la mer Rouge. Le rappeur est successivement dans un sous-bois, une station de transport souterrain, un parc dans lequel se trouve un bassin, un marché, un lotissement, une route de campagne, un parking souterrain, une usine, l'entrée de bâtiments classiques puis contemporains, une école où jouent des enfants, un parking extérieur, un centre commercial, une bibliothèque, un cybercafé, une médiathèque, une salle de classe, un garage et enfin une salle de concert. Durant le refrain, le rappeur sépare deux groupes de personnages masqués se faisant face. Disiz porte une veste avec une pilule rouge, emblème de Lucide sur le cœur. Dans le deuxième couplet, il rappe dans les mêmes lieux qu'au début du clip vidéo. Pour illustrer le fait que les rappeurs ne reflètent pas la réalité dans leurs clips, on le voit successivement chez un concessionnaire Porsche puis sur un parking à moitié vide où l'on voit des voitures françaises comme des Renault ou des Peugeot d'anciens modèles. Le clip vidéo a été vu un peu plus de 2 000 000 fois sur YouTube.